# Западноармянская Википедия
Западноармя́нская Википе́дия (з.-арм. Արեւմտահայերէն Ուիքիփետիա) — раздел Википедии на западноармянском языке. Создана 1 апреля 2019 года.

## История
Подготовка к созданию раздела началась ещё в 2014 году. 16 февраля 2018 года в викиинкубаторе был запущен раздел на западноармянском языке и была подана заявка на создание языкового раздела на западноармянском языке. 24 декабря 2018 года создание языкового раздела на западноармянском языке было одобрено языковым комитетом.
Первые 6,5 тысяч статей Западноармянской Википедии были подготовлены, а затем перенесены из восточноармянского раздела.

## Статистика
По состоянию на 8:57 (UTC) 18 июля 2025 года раздел содержит 12 593 статьи, занимая по этому параметру 162-е место среди всех языковых разделов.
В разделе зарегистрировано 12 686 участников, 5 из них имеют статус администратора; 37 участников совершили какие-либо действия за последние 30 дней; общее число правок за время существования раздела составляет 230 688. Показатель качества — «глубина» — для западноармянского раздела равен 11,9.